# Lycium minutifolium
Lycium minutifolium är en potatisväxtart som beskrevs av Esprit Alexandre Remy. Lycium minutifolium ingår i släktet bocktörnen, och familjen potatisväxter. Inga underarter finns listade i Catalogue of Life.